# Ray French
Pour les articles homonymes, voir French.
Pas d'image ? Cliquez ici

a Compétitions nationales et continentales officielles uniquement.

b Matchs officiels uniquement.
Ray French, né le 23 décembre 1939 à St Helens (Royaume-Uni) et mort le 26 juillet 2025, est un joueur international anglais de rugby à XV et international britannique de rugby à XIII évoluant aux postes de deuxième ligne à XV et également de deuxième ligne à XIII dans les années 1960 et 1970.

## Biographie
Ray French naît le 23 décembre 1939 à St Helens une localité proche de Liverpool, dans le comté densément urbanisé de Merseyside. Il fait ses débuts dans le rugby à XV puis rejoint l'équipe d'Angleterre en 1961 et y dispute le Tournoi des Cinq Nations au poste de deuxième ligne.
Cette même année, il change de code pour se consacrer au rugby à XIII et s'engage au St Helens RLFC où il évolue en deuxième ligne. Sa réussite à St. Helens entre 1961 et 1967 l'amène à intégrer le temple de la renommée du club.
En 1967, il s'engage à Widnes, il est appelé en sélection de Grande-Bretagne de rugby à XIII pour la Coupe du monde 1968.
Après sa carrière sportive, il devient consultant sportif de la Challenge Cup pour la télévision BBC entre 1982 et 2008. Il est fait membre de l'Ordre de l'Empire britannique le 31 décembre 2010, pour services rendus au rugby à XIII.
Ray French meurt le 26 juillet 2025 à l’âge de 85 ans.